# Edmond Bordeaux Szekely
Edmond Bordeaux Szekely, född 5 mars 1905 i Cluj i Ungern, död 1979 i San José, Costa Rica, var författare, filosof och psykolog. Han skrev böcker om folk och liv före Columbus upptäckt av Amerika, om världsreligioner och om esséerna den judiska sekten som blev känd genom dödahavsrullarnas upptäckt.

## Biografi
Edmond Bordeaux Szekely föddes i Transsylvanien, hans far var ungersk präst i den unitariska kyrkan och hans mor var medlem i den Romersk-katolska kyrkan. På 1910-talet började han i en Piaristerskola och skrev en studentuppsats om Franciskus av Assisi.
Szekely ägnade stort intresse för natur och hälsosamt leverne.  1928 grundade Szekely International Biogenic Society, med Romain Rolland. På 1930-talet reste han i Karpaterna, Afrika och Tahiti. 1939 gifte han sig med Deborah Shainman och reste till Mexiko. Där startade de ett hälsohem som de kallade Rancho la Puerta och anlade en ekologisk trädgård och skaffade getter. De bjöd in människor som ville lära sig om hälsosamt leverne för sinne, kropp och själ.
1970 skiljde sig Szekely och startade ett ashram i Orosi Costa Rica. 1970 startade Szekely ett ashram i Orosi, Costa Rica. Han gifte sig med sin assistent Norna Nilsson och fokuserade på sitt författarskap som omfattade både Esséerna, Buddha och Zarathustra.